# 잭 루
제이콥 조지프 "잭" 루(영어: Jacob Joseph "Jack" Lew, 1955년 8월 29일 ~ )는 오바마 대통령의 집권 2기 재무장관이다. 미국 상원은 2013년 2월 27일(현지시각) 전체회의를 열어 류 지명자에 대한 인준안을 표결에 부쳐 찬성 71표, 반대 26표로 가결처리했다. 재무장관 지명 전까지는 백악관 비서실장으로 있었다. 빌 클린턴 행정부와 오바마 행정부 1기 때에는 백악관 예산관리국(OMB) 국장을 지낸 예산전문가이기도 하다. 전임자는 티머시 가이트너이다.